# Речки (Волоколамский район)
Речки (до 1939 г. — Блуди) — деревня в Волоколамском районе Московской области России. Входит в состав сельского поселения Кашинское. Население — 7 чел. (2010).

## География
Деревня Речки расположена на северо-западе Московской области, в северной части Волоколамского района, примерно в 11 км к северу от города Волоколамска, на правом берегу реки Чёрной (бассейн Иваньковского водохранилища). На территории зарегистрировано 2 садовых товарищества. Ближайшие населённые пункты — деревни Бортники, Спасс и Хрулево.

## Население
| 1852 | 1859 | 1926 | 2002 | 2006 | 2010 |
| ---- | ---- | ---- | ---- | ---- | ---- |
| 123  | →123 | ↗249 | ↘14  | ↘5   | ↗7   |

## История
В «Списке населённых мест» 1862 года Блуди — владельческая деревня 2-го стана Волоколамского уезда Московской губернии по левую сторону Клинского тракта (из Волоколамска), в 13 верстах от уездного города, при колодцах, безымянных речках и прудах, с 15 дворами и 123 жителями (60 мужчин, 63 женщины).
По данным 1890 года входила в состав Буйгородской волости Волоколамского уезда, число душ мужского пола составляло 70 человек.
В 1913 году — 38 дворов.
По материалам Всесоюзной переписи 1926 года — центр Блудского сельсовета Буйгородской волости Волоколамского уезда, проживало 249 жителей (115 мужчин, 134 женщины), насчитывалось 45 крестьянских хозяйств.
С 1929 года — населённый пункт в составе Волоколамского района Московского округа Московской области. Постановлением ЦИК и СНК от 23 июля 1930 года округа как административно-территориальные единицы были ликвидированы.
1929—1939 гг. — центр Блудского сельсовета Волоколамского района.
В 1939 году деревня Блуди была переименована в Речки.
1939—1959 гг. — центр Речкинского сельсовета Волоколамского района.
1959—1963 гг. — деревня Кашинского сельсовета Волоколамского района.
1963—1965 гг. — деревня Кашинского сельсовета Волоколамского укрупнённого сельского района.
1965—1994 гг. — деревня Кашинского сельсовета Волоколамского района.
В 1994 году Московской областной думой было утверждено положение о местном самоуправлении в Московской области, сельские советы как административно-территориальные единицы были преобразованы в сельские округа.
1994—2006 гг. — деревня Кашинского сельского округа Волоколамского района.
С 2006 года — деревня сельского поселения Кашинское Волоколамского муниципального района Московской области.